# 艾爾乾湖

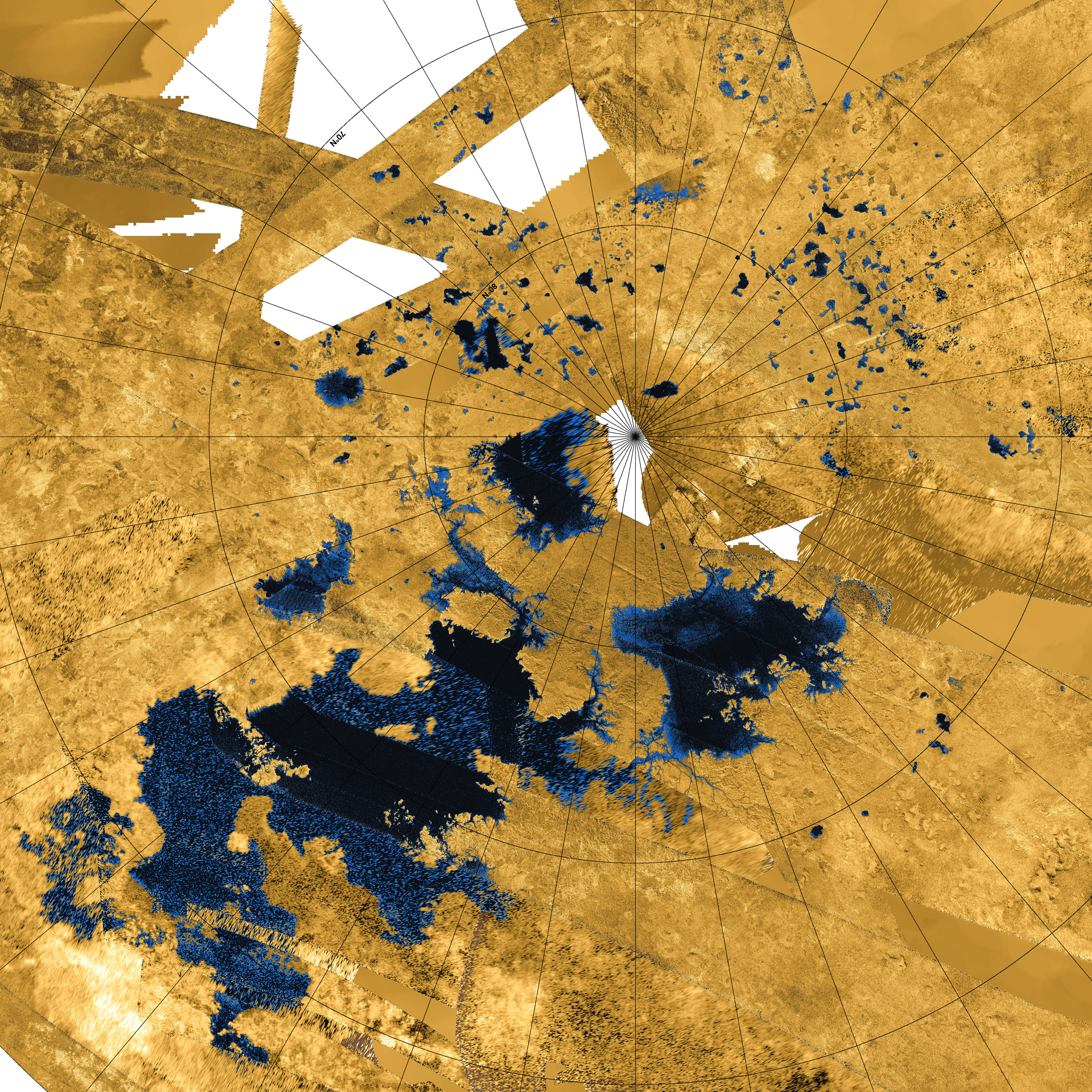
显示了碳氢化合物海洋和湖泊的土卫六北极区合成孔径雷达拼接图

艾尔干湖（Eyre Lacuna）是土星最大卫星，土卫六上的一个特征，据信目前是一座间歇性碳氢湖的干湖床。
在它满盈时，里面将注满由液体甲烷和乙烷构成的湖水，2007年被“卡西尼-惠更斯号太空探测器发现。
艾尔干湖位于土卫六表面北纬72.6度、西经225.1度处，直径25.4公里，其名称取自澳大利亚的间歇湖—艾尔湖。